# Huonia melvillensis
Huonia melvillensis là loài chuồn chuồn trong họ Libellulidae. Loài này được Brown & Theischinger miêu tả khoa học đầu tiên năm 1998.